# Hochschule für Wirtschaft und Umwelt Nürtingen-Geislingen
Die Hochschule für Wirtschaft und Umwelt Nürtingen-Geislingen (HfWU) ist eine staatliche Hochschule für angewandte Wissenschaften (University of Applied Science) mit Standorten in Nürtingen und Geislingen an der Steige. Sie ist Gründungsmitglied im 2022 errichteten Promotionsverband der Hochschulen für angewandte Wissenschaften Baden-Württemberg.

## Geschichte
Am 15. November 1949 wurde die Vorgängereinrichtung der HfWU als „Höhere Landbauschule“ gegründet. Gründungsdirektor war Johannes Knecht. Mit drei hauptamtlichen Dozenten und 40 Studenten wurde in den ersten Jahren damit begonnen, eine neue Art der landwirtschaftlichen Ausbildung zu etablieren. Unter dem nachfolgenden Direktor Eduard Nohe wurden 1970/71 die Studiengänge Landespflege und Betriebswirtschaft eingerichtet, 1972 wurde die Bildungseinrichtung durch ein Gesetz vom 8. Februar 1972 in die Fachhochschule Nürtingen umgewandelt. Von April 1977 bis August 2002 führte Eduard Mändle als Rektor die Nürtinger Fachhochschule. Er war bei seinem Ruhestand der dienstälteste Hochschulrektor der Bundesrepublik. Ihm folgte Klaus Fischer für sechs Jahre als Rektor der HfWU. Im September 2007 trat Werner Ziegler als Rektor seine Nachfolge an. Dessen Nachfolge übernahm am 1. September 2013 Andreas Frey, der von der Hochschule Osnabrück an die HfWU kam.
Die Fachhochschule Nürtingen erhielt 1988 in Geislingen an der Steige einen zweiten Standort mit dem Studiengängen Automobilwirtschaft, Wirtschaftsrecht, Immobilienwirtschaft, Gesundheits- und Tourismusmanagement sowie Energie- und Recyclingmanagement. Dort stehen rund 1800 Studienplätze zur Verfügung. Mit Inkrafttreten des neuen Landeshochschulgesetzes vom 5. Januar 2005 hat der Senat in der Grundordnung den Namen „Hochschule für Wirtschaft und Umwelt Nürtingen-Geislingen“ bestimmt.
2009 wurden alle Aktivitäten im Bereich „Internationale Finanzwissenschaft“ in der European School of Finance (ESF) zusammengefasst. Diese umfasst sowohl den Bachelorstudiengang Internationales Finanzmanagement sowie den Masterstudiengang International Finance mit allen Lehr- und Forschungsaktivitäten. Im Rahmen des Bologna-Prozesses zur Internationalisierung der Studienabschlüsse wurden alle Diplomstudiengänge in Bachelor-Studiengänge umgewandelt. Seit dem 11. November 2015 sind die wirtschaftswissenschaftlichen Studiengänge in der School of International Finance at HfWU gebündelt. Die SIF löst damit die ESF ab und führt alle Studiengänge im Bereich Finance und Betriebswirtschaft zusammen. Seit dem Jahr 2018 werden alle öffentlichen Veranstaltungen der SIF in Zusammenarbeit mit dem Börsenclub der HfWU, dem Effekten Parkett, umgesetzt. Der Name für diese Veranstaltungsreihe ist SIF MATTERS POWERED BY EP. Der Leitspruch der SIF Studierenden ist „Ewig Fragende sollt Ihr sein!“, was an das lebenslange Lernen und neugierig sein erinnern soll. Seit dem 1. Februar 2020 wurde die SIF in die International School of Finance (ISF) übergeleitet. Grund war die deutliche Stärkung der Internationalität und die darauf fokussierte Ausrichtung. Dabei wurden sowohl der Leitspruch als auch die Veranstaltungsreihen erhalten.
Heute besitzt die HfWU neben der Agrarwirtschaft eine der größeren wirtschaftswissenschaftlichen Fakultäten Baden-Württembergs. Am 24. April 2012 erhielt die Hochschule zusammen mit ihrem AN-Institut, dem Europäischen Institut für Financial Engineering und Derivateforschung (EIFD), den Bildungspreis 2011 der Bildungsstiftung verliehen. Dabei ging es um ein Projekt, welches lebenslanges Lernen in Verbindung mit neuen Lehrmethoden zum Inhalt hat. Es ist ein Teilprojekt des Certified Financial Engineer Programms.
Im Frühjahr 2019 kürte die Wirtschaftswoche die HfWU zu einer der besten Hochschulen Deutschlands. Im Ranking der betriebswirtschaftlichen Studiengänge ist die HfWU unter den Top 10 gelistet.
Die HfWU bündelt ihre Weiterbildungsaktivitäten in der WAF, die ursprünglich im Jahr 2003 als „WAF Weiterbildungs-Akademie an der Fachhochschule Nürtingen e. V.“ gegründet wurde. Seit 2024 firmiert sie unter dem Namen HfWU Akademie.
Die HfWU unterhält Kontakte zu über 100 Partneruniversitäten weltweit. Neben dem stark international ausgerichteten Profil, ist vor allem die nachhaltige Lehre und Forschung an der HfWU von großer Bedeutung. So positioniert sich die Hochschule schon seit Jahren, und auch durch die Politik erkannt, als Modellhochschule für nachhaltige Entwicklung. Ebenfalls ein Zeichen hierfür ist, dass die HfWU schon zu wiederholten Male auf Bundesebene hierfür Auszeichnungen erhalten hat.
Im Jahr 2024 feiert die Hochschule ihr 75-jähriges Bestehen mit verschiedenen Veranstaltungen und einer Festwoche in der Woche um den Geburtstag am 15. November.

### Campus
Die HfWU hat zwei Standorte: Nürtingen und Geislingen. Am Standort Nürtingen liegen der Campus Innenstadt (CI), Campus Braike (CB), Campus Steinach (CS), Campus Au (CA), sowie der Campus Tachenhausen (CT) und Campus Jungborn (CJ).

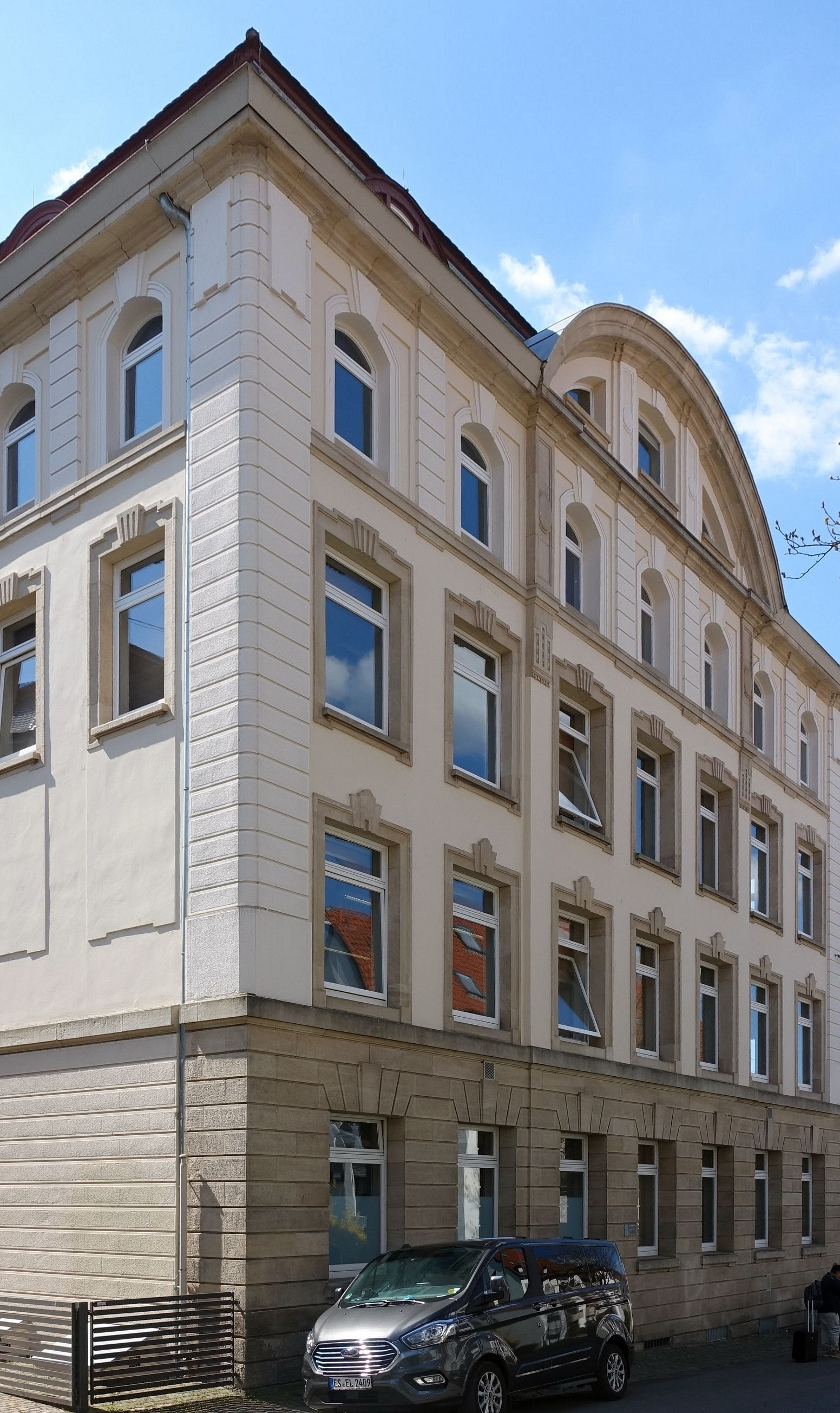
CI3 Fakultät FAVM
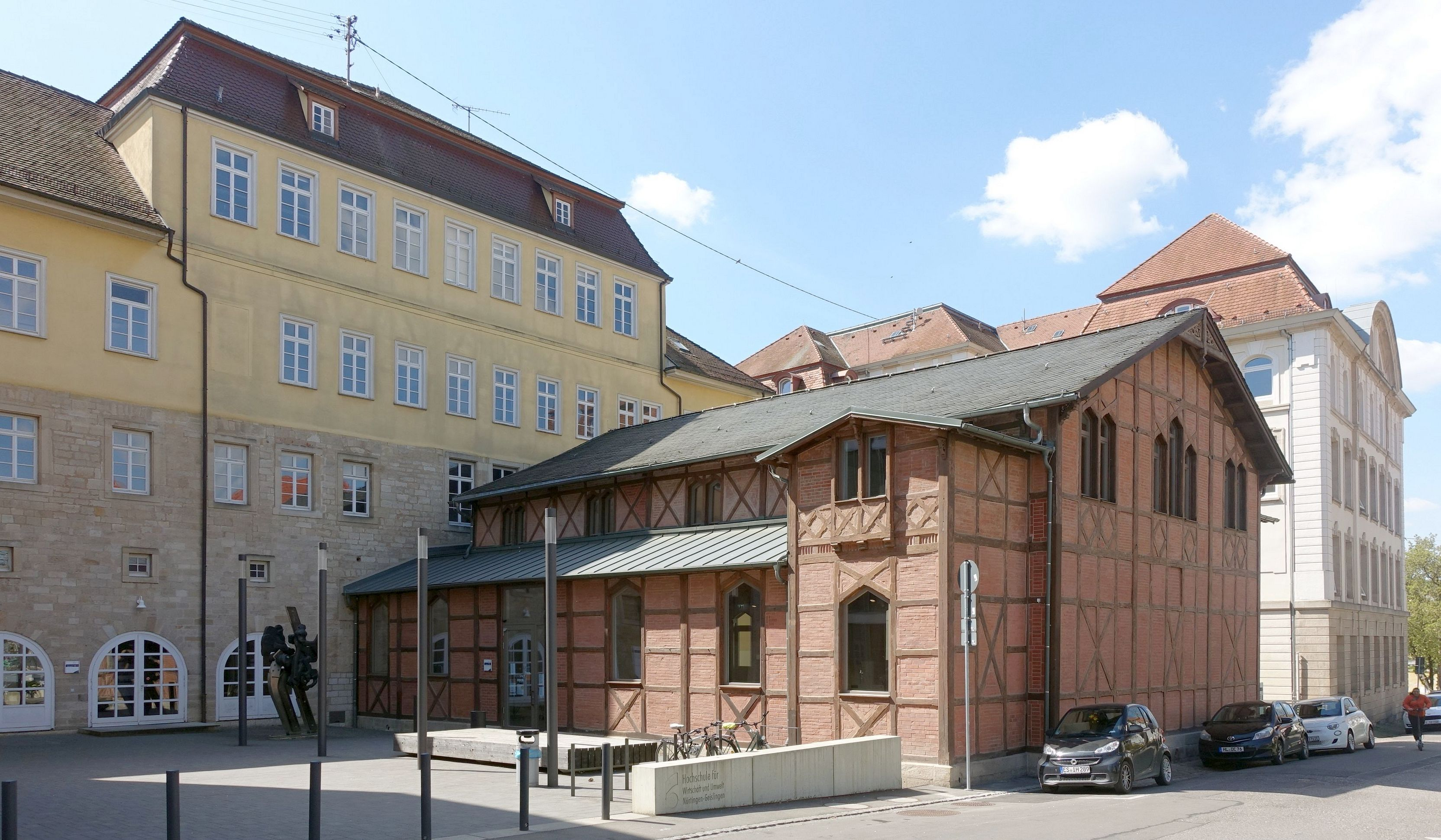
CI6 alte Turnhalle mit Arbeitsplätzen
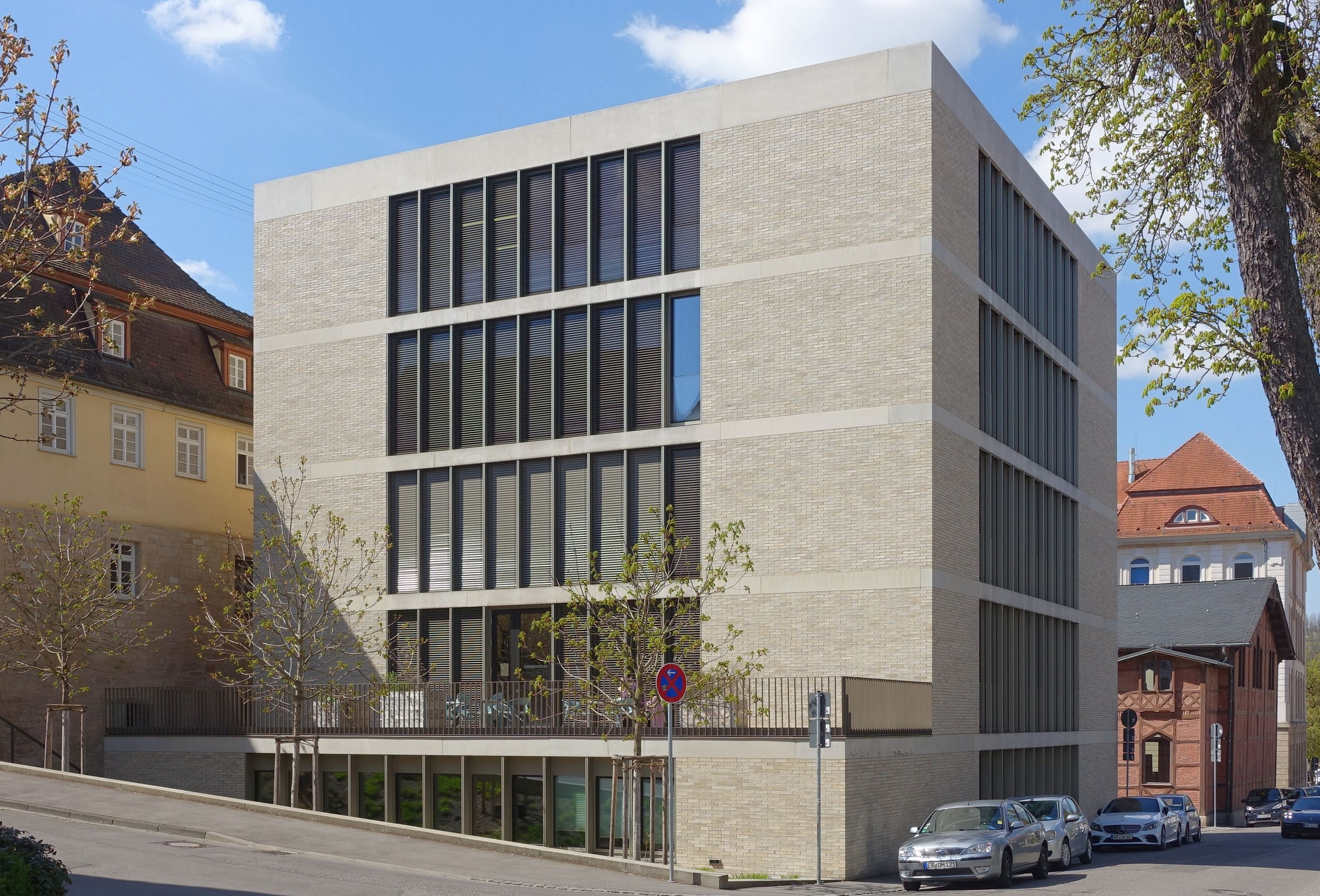
CI7 Neubau Intern. Office Studentensekretariat
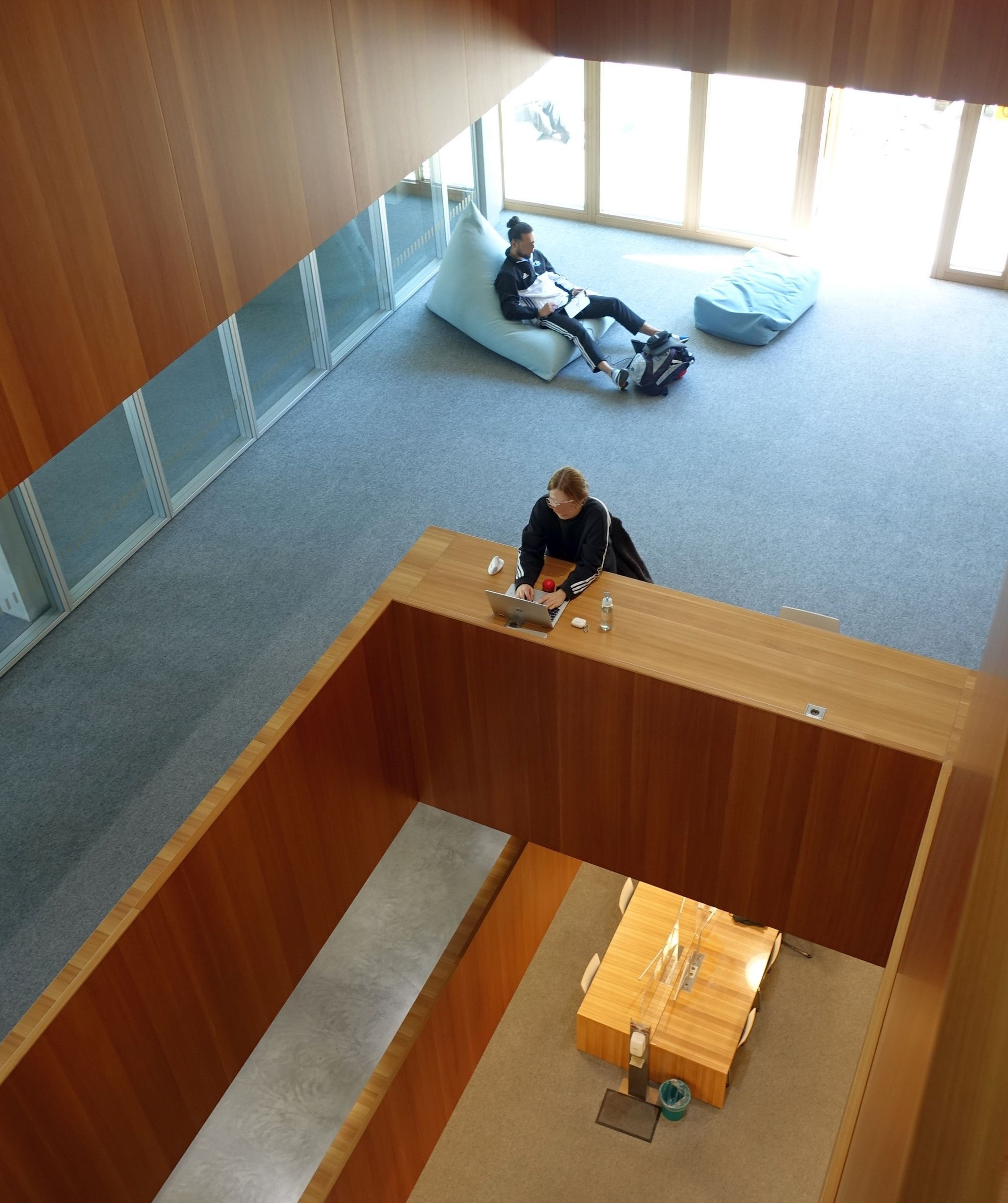
CI7 Bibliothek
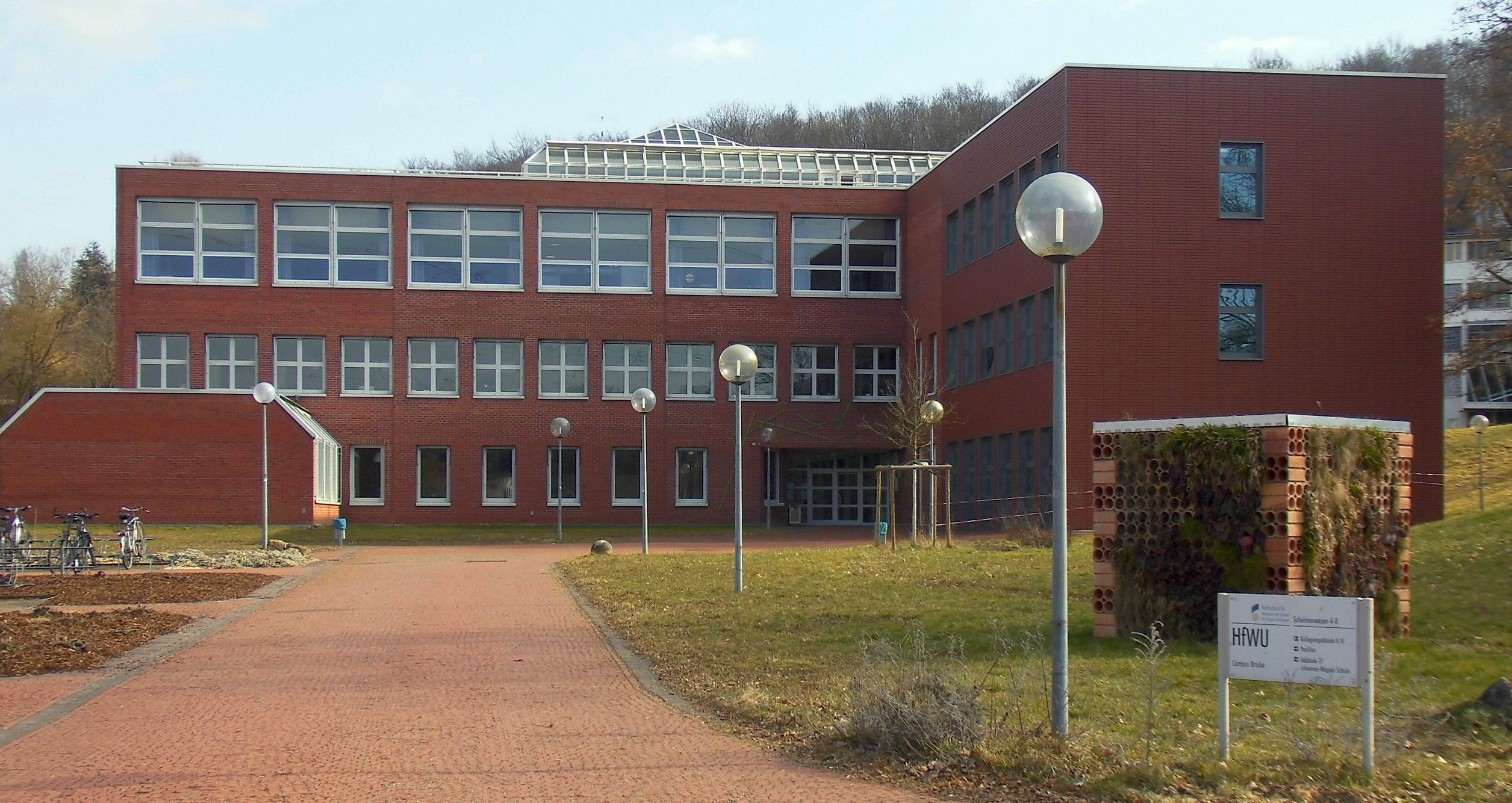
CB1 Kollegiengebäude

### Integration der Hochschule für Kunsttherapie (HKT)
Am 21. März 2016 wurde der Integrationsvertrag zwischen dem Land Baden-Württemberg, der Stiftung für Kunst und Kunsttherapie Nürtingen und der HfWU unterzeichnet. Die Studiengänge der Hochschule für Kunsttherapie Nürtingen (Kunsttherapie und Theatertherapie) werden an der Fakultät Landschaftsarchitektur, Umwelt- und Stadtplanung – FLUS (heute Fakultät Umwelt Gestaltung Therapie – FUGT) angesiedelt. Mit der Unterzeichnung des Integrationsvertrages endet die Existenz der Hochschule für Kunsttherapie. Die Trägerstiftung bleibt weiterhin bestehen.

## Studium

### Studiengänge

#### Bachelor
- Agrarwirtschaft (B.Sc.)
- Automobil- und Mobilitätswirtschaft (B.Sc.)
- Betriebswirtschaft (B.Sc.)
- Gesundheits- und Tourismusmanagement (B.A.)
- Immobilienwirtschaft (B.Sc.)
- Internationales Finanzmanagement (B.Sc.)
- Kunsttherapie (B.A.)
- Landschaftsarchitektur (B.Eng.)
- Landschaftsplanung und Naturschutz (B.Eng.)
- Nachhaltiges Management – Energiewirtschaft / Produktmanagement / Ressourcenwirtschaft (B.Sc.)
- Pferdewirtschaft (B.Sc.)
- Stadtplanung (B.Eng.)
- Theatertherapie (B.A.)
- Wirtschaftspsychologie (B.Sc.)
- Wirtschaftsrecht (LL.B.)
- Zukunftsökonomie (B.Sc.)

#### Master
- Automobil- und Mobilitätsmanagement (M.Sc.)
- Controlling (M.A.)
- Immobilienmanagement (M.Sc.)
- International Finance (M.Sc.)
- International Management (MBA)
- International Master of Landscape Architecture (M.Eng.)
- Kunsttherapie (M.A.)
- Nachhaltige Agrar- und Ernährungswirtschaft (M.Sc.)
- Organisationsdesign (M.A.)
- Prozessmanagement (berufsbegleitend) (M.Sc.)
- Stadt Landschaft Transformation (M.Eng.)
- Sustainable Mobilities (M.Sc.)
- Umweltschutz (M.Eng.)
- Unternehmensführung (M.Sc.)
- Unternehmensrestrukturierung und Insolvenzmanagement (LL.M.)
- Wirtschaftspsychologie (M.Sc.)

### Externe Studienprogramme

#### Bachelorprogramme
- Automotive and Mobility Business (B.Sc.)
- Betriebswirtschaft (B.A.)
- Business Management (B.A.)
- Digitales Gesundheitsmanagement (B.Sc.)
- Gesundheits- und Tourismusmanagement (B.A.)
- Kunsttherapie (B.A.)
- Sport- und Eventmanagement (B.A.)
- Wirtschaftspsychologie (B.Sc.)

#### Masterprogramme
- Applied Quantitative Finance (MBA)
- Automotive and Mobility Management (M.Sc.)
- Digital Business & Leadership / Digital Marketing & Sales / Digital Operations Management / Digital Management & Analytics / Digital & Sustainable Management (MBA)[17]
- Digital Business Management (M.Sc.)[18]
- Leadership & Sportmanagement (VfB-Master) (MBA)
- Leadership & Nachhaltigkeit (VfB-Master) (MBA)
- Internationales Projektmanagement und Agiles Projekt- und Transformationsmanagement (MBA)
- Internationales Sportmarketing (MBA)
- International Tourism Management (MBA)
- Management and Finance / Real Estate / Production / Communication (MBA)
- Prozessmanagement (M.Sc.)
- Transformationsdesign & Management (M.Sc.)
- Zukunftstrends und Nachhaltiges Management (MBA)
- Wirtschaftspsychologie & Leadership / Business Transformation / Human Resource Management / Digital Consumer Behaviour / Decision Making (M.Sc.)

(Stand: Sommersemester 2024)

## Institute und Forschung
Das Institutszentrum für Angewandte Forschung (IAF) ist eine zentrale wissenschaftliche Einrichtung der Hochschule. Das IAF dient der Durchführung von anwendungsorientierten Forschungs- und Entwicklungsvorhaben und Dienstleistungsaufträgen im Rahmen des Bildungsauftrages der Hochschule. Dabei trägt das IAF zur interdisziplinären Zusammenarbeit von Professoren bei, unterstützt diese bei der Einwerbung von Drittmittelprojekten und hilft ihnen bei der Abwicklung und Koordination von Forschungs- und Entwicklungsprojekten sowie Dienstleistungsaufträgen.
Darüber hinaus gibt es verschiedene Fach-Institute der Hochschule:
- Institut für Angewandte Agrarforschung (IAAF)
- Institut für Automobilwirtschaft (IfA)
- Institut für Corporate Governance (ICG)
- Institut für Forschung und Entwicklung in den Künstlerischen Therapien (IKTn)
- Institute for International Research on Sustainable Management and Renewable Energy (ISR)
- Institut für Landschaft und Umwelt (ILU)
- Institut für Stadt und Immobilie (ISI)
- Institut für nachhaltige Immobilienbewirtschaftung (IfnI)

An der HfWU gibt es zudem An-Institute, an denen eigenständig geforscht wird:
- Institut für Finanzmanagement an der HfWU Nürtingen-Geislingen
- Digital Business Institute[20]
- European Institute of Quantitative Finance
- Institut für forensisches Sachverständigenwesen (IfoSA)
- Institut für Kooperationswesen (IfK)
- Institut für moderne Managemententwicklung (ifmme)
- Institut für Stadt- und Regionalentwicklung (IfSR)
- Institut für wertezentriertes Management (IWM)
- Institut der Wohnungswirtschaft (IWO)

(Stand Wintersemester 2021)

## Standorte
- Nürtingen: Die HfWU hat in Nürtingen mehrere Standorte und fast der gesamte Innenstadtbereich zählt zum Campus. Der historische Altbau im Stadtkern besteht aus mehreren verschiedenen Verwaltungs- und Vorlesungsgebäuden (CI1-7) und beherbergt neben der Mensa auch die Bibliothek. 300 Meter nördlich davon findet sich das Fakultäts- und Hörsaalgebäude der Fakultät Betriebswirtschaft und Internationale Finanzen (CI10). Zum Campus Innenstadt ist außerdem das Gebäude CI11 zu zählen, in welchem vorwiegend die therapeutischen Studiengänge untergebracht sind. Im Südosten der Stadt findet sich der Campus Braike. In diesem Klinkerbau finden die Vorlesungen der Fakultät Umwelt Gestaltung Therapie statt. Außerdem ist dort neben der Modellbauwerkstatt, dem GIS-Labor und Computerräumen auch die Bibliothek der therapeutischen Studiengänge untergebracht.
- Zudem verfügt die Hochschule mit dem Hofgut in Tachenhausen über einen landwirtschaftlichen Lehr- und Versuchsbetrieb sowie mit dem Hof Jungborn im Tiefenbachtal einen hauptsächlich für den Studiengang Pferdewirtschaft genutzten Betrieb.
- Geislingen an der Steige: Die HfWU ist in Geislingen mit den Studiengängen der Fakultät Wirtschaft und Recht präsent. Die vier Gebäude der  Hochschule liegen alle in unmittelbarer Bahnhofsnähe.

(Stand Sommersemester 2022)

## Direktoren bzw. Rektoren
- Johannes Knecht (1904–1990), deutscher Agrarökonom und Gründungsdirektor (1949–1968)
- Eduard Nohe (1911–1984), deutscher Agrarwissenschaftler und Rektor (1968–1973)
- Paul Eugen Bauer, Rektor (1973–1977)
- Eduard Mändle (1936–2013), deutscher Wirtschaftswissenschaftler und Rektor (1977–2001)
- Klaus Fischer, Rektor (2002–2007)
- Werner Ziegler (* 1950), deutscher Wirtschaftswissenschaftler und Rektor (2007–2013)
- Andreas Frey (* 1967), deutscher Wirtschaftswissenschaftler und Rektor (seit 2013)

## Bekannte Dozenten und Absolventen
- Stefan Detscher (* 1980), Professor für Betriebswirtschaftslehre mit Fachschwerpunkten Digital Management und Digital Marketing
- Georg Erhardt (* 1950), Agrarwissenschaftler und Tierarzt
- Georg Gallus (1927–2021), Agraringenieur und Staatssekretär im Landwirtschaftsministerium in Bonn 1976–1993
- Herbert Henzler (* 1941), Unternehmensberater, seit 2021 Ehrensenator der HfWU
- Gerhard Knecht (1942–2020), Agrarwissenschaftler, Professor und Prorektor an der HfWU
- Konstanze Krüger-Farrouj (* 1968), Zoologin und Verhaltensforscherin
- Rolf Kosiek (1934–2023), Publizist
- Nico Lauxmann (* 1975), Politiker (CDU)
- Markus Mändle (* 1967), Wirtschaftswissenschaftler, Professor und Prorektor an der HfWU
- Carola Pekrun (* 1963), Pflanzenbauwissenschaftlerin und Prorektorin an der HfWU
- Dieter Rebitzer (* 1965), Finanzwissenschaftler in der Immobilienwirtschaft
- Rüdiger Reinhardt (* 1960), Psychologe, Professor für Wirtschaftspsychologie und Empirische Forschung
- Joachim Rukwied (* 1961), Landwirt und Präsident des Deutschen Bauernverbandes
- Konrad Reidl (* 1952), Ökologe, Professor für Vegetations- und Standortkunde sowie Naturschutz
- Felix Schreiner (* 1986), Politiker (CDU)
- Heinrich Otto Schüle (* 1963), Agrarökonom, Professor für Betriebswirtschaft an der HfWU
- Franz Untersteller (* 1957), Politiker (Bündnis 90/Die Grünen), Umweltminister in Baden-Württemberg 2011–2021
- Judit Varga (* 1980), Politikerin (Fidesz), ungarische Justizministerin
- Daniel Zorn (* 1981), Steuerberater, Professor für Betriebswirtschaftslehre an der HfWU

## Partner
- Litauen: Fakultät für Wirtschaft und Recht des Kollegiums Kaunas

## Belege
1. 1 2 3
2. ↑  Gemeinsames Amtsblatt Baden-Württemberg (GABl.) Nr. 6 (2022) vom 29. Juni 2022, S. 419 ff.
3. ↑  Prof. Dr. Andreas Frey als Rektor der HfWU gewählt. (Memento des Originals vom 3. Mai 2013 im Internet Archive)  Info: Der Archivlink wurde automatisch eingesetzt und noch nicht geprüft. Bitte prüfe Original- und Archivlink gemäß Anleitung und entferne dann diesen Hinweis.
4. ↑  HfWU web: Über uns - HfWU. Abgerufen am 10. Februar 2018.
5. ↑  HfWU web: SIF School of International Finance der HfWU - HfWU. Archiviert vom Original (nicht mehr online verfügbar) am 10. Februar 2018; abgerufen am 10. Februar 2018.  Info: Der Archivlink wurde automatisch eingesetzt und noch nicht geprüft. Bitte prüfe Original- und Archivlink gemäß Anleitung und entferne dann diesen Hinweis.
6. ↑  Stuttgarter Zeitung zu Hochschulen der Region (Memento vom 20. Oktober 2013 im Internet Archive)
7. ↑  EIFD: Aktuelles. 28. Juli 2015, abgerufen am 10. Februar 2018.
8. ↑  HfWU web: HfWU gehört zu Deutschlands besten Hochschulen. Abgerufen am 14. Juni 2019.
9. ↑  Weiterbildungsakademie der HfWU
10. ↑  HfWU Akademie. Abgerufen am 6. September 2024.
11. ↑  HfWU web: Auslandsstudium - HfWU. Archiviert vom Original (nicht mehr online verfügbar) am 11. Februar 2018; abgerufen am 10. Februar 2018.  Info: Der Archivlink wurde automatisch eingesetzt und noch nicht geprüft. Bitte prüfe Original- und Archivlink gemäß Anleitung und entferne dann diesen Hinweis.
12. ↑  HfWU web: Nürtinger Hochschule für Kunsttherapie wird in die HfWU integriert. (hfwu.de [abgerufen am 10. Februar 2018]).
13. ↑  HfWU web: HfWU erhält Preis für Öko-Papiernutzung. (hfwu.de [abgerufen am 10. Februar 2018]).
14. ↑  75-Jahre-HfWU. Abgerufen am 8. Mai 2024.
15. ↑  Hochschule für Wirtschaft und Umwelt Nürtingen-Geislingen. (2016a). FLUS – HfWU. Abgerufen am 21. März 2016, von Archivierte Kopie (Memento des Originals vom 25. März 2016 im Internet Archive)  Info: Der Archivlink wurde automatisch eingesetzt und noch nicht geprüft. Bitte prüfe Original- und Archivlink gemäß Anleitung und entferne dann diesen Hinweis.
16. ↑  Hochschule für Wirtschaft und Umwelt Nürtingen-Geislingen, H. (2016b). Die Hochschulintegration ist vollzogen: Die HKT gehört zur HfWU. Abgerufen am 21. März 2016, von Archivierte Kopie (Memento des Originals vom 25. März 2016 im Internet Archive)  Info: Der Archivlink wurde automatisch eingesetzt und noch nicht geprüft. Bitte prüfe Original- und Archivlink gemäß Anleitung und entferne dann diesen Hinweis.
17. ↑  Berufsbegleitendes Studienprogramm: Digital Management & Marketing (MBA). In: Weiterbildung. Hochschule für Wirtschaft und Umwelt Nürtingen-Geislingen (HfWU), abgerufen am 3. Dezember 2019.
18. ↑  Master of Science Digital Business Management. Abgerufen am 5. April 2024.
19. ↑  Studienangebot. Abgerufen am 1. Juni 2022.
20. ↑  Digital Business Institute an der Hochschule für Wirtschaft und Umwelt Nürtingen-Geislingen. Abgerufen am 7. August 2024.
21. ↑  Institute und Einrichtungen. Abgerufen am 30. April 2020.
22. ↑  Anfahrts- & Lagepläne. Abgerufen am 30. April 2020.

Koordinaten: 48° 37′ 38,5″ N, 9° 20′ 15,3″ O